# Campioni italiani assoluti di atletica leggera - 5000 metri piani femminili
Questa pagina raccoglie un elenco di tutte le campionesse italiane dell'atletica leggera nei 5000 metri piani, specialità che entrò nel programma dei campionati nel 1995. In precedenza si correva sulla distanza dei 3000 metri.

## Albo d'oro
| Anno | Atleta (società)                                 | Prestazione |
| ---- | ------------------------------------------------ | ----------- |
| 1995 | Silvia Sommaggio ?                               | 15'44"99    |
| 1996 | Roberta Brunet ?                                 | 15'28"03    |
| 1997 | Lucilla Andreucci ?                              | 15'40"77    |
| 1998 | Elisa Rea ?                                      | 15'54"08    |
| 1999 | Elisa Rea ?                                      | 15'26"50    |
| 2000 | Roberta Brunet ?                                 | 15'37"13    |
| 2001 | Elisa Rea ?                                      | 16'04"98    |
| 2002 | Gloria Marconi ?                                 | 15'34"29    |
| 2003 | Agata Balsamo ?                                  | 15'44"79    |
| 2004 | Gloria Marconi ?                                 | 15'31"02    |
| 2005 | Silvia Weissteiner SV Sterzing VB Latella NB     | 16'14"11    |
| 2006 | Silvia Weissteiner ASV Sterzing VB Latella NB    | 15'46"35    |
| 2007 | Claudia Pinna CUS Cagliari                       | 16'39"34    |
| 2008 | Elena Romagnolo Centro Sportivo Esercito         | 15'55"79    |
| 2009 | Federica Dal Rì Centro Sportivo Esercito         | 16'05"20    |
| 2010 | Federica Dal Rì Centro Sportivo Esercito         | 16'03"58    |
| 2011 | Silvia Weissteiner Gruppo Sportivo Forestale     | 15'48"94    |
| 2012 | Silvia Weissteiner Gruppo Sportivo Forestale     | 15'50"15    |
| 2013 | Giulia Viola Gruppi Sportivi Fiamme Gialle       | 16'05"39    |
| 2014 | Giulia Viola Gruppi Sportivi Fiamme Gialle       | 15'55"98    |
| 2015 | Silvia Weissteiner Gruppo Sportivo Forestale     | 16'03"55    |
| 2016 | Veronica Inglese Centro Sportivo Esercito        | 15'22"45    |
| 2017 | Valeria Roffino Gruppo Sportivo Fiamme Azzurre   | 16'30"47    |
| 2018 | Nadia Battocletti Gruppo Sportivo Fiamme Azzurre | 16'15"30    |
| 2019 | Marta Zenoni Atletica Bergamo 1959 Oriocenter    | 15'52"89    |
| 2020 | Nadia Battocletti Gruppo Sportivo Fiamme Azzurre | 15'46"26    |
| 2021 | Anna Arnaudo Battaglio CUS Torino Atletica       | 15'57"69    |
| 2022 | Micol Majori Pro Sesto Atletica                  | 16'00"08    |
| 2023 | Nadia Battocletti Gruppo Sportivo Fiamme Azzurre | 16'08"50    |
| 2024 | Nadia Battocletti Gruppo Sportivo Fiamme Azzurre | 15'24"69    |
| 2025 | Nadia Battocletti Gruppo Sportivo Fiamme Azzurre | 15'03"73    |